# Doanh nghiệp quốc gia chiếu bóng và chụp ảnh Việt Nam
Doanh nghiệp quốc gia chiếu bóng và chụp ảnh Việt Nam thành lập ngày 15/3/1953 là đơn vị doanh nghiệp đầu tiên của ngành Văn hoá ra đời trong thời kỳ kháng chiến chống Pháp đánh dấu sự ra đời của nền Điện ảnh Cách mạng Việt Nam với nhiệm vụ chính là tuyên truyền, biểu dương và giáo dục nhân dân thông qua chiếu bóng và chụp ảnh. Những nhiệm vụ này đã chi phối toàn bộ hoạt động của điện ảnh Việt Nam trong một thời gian dài. Từ năm 2010 ngày 15/3 hằng năm được chọn là Ngày Điện ảnh Việt Nam.

## Lịch sử
Ngày 2-9-1945 Chính phủ Cách mạng lâm thời nước Việt Nam Dân chủ Cộng hòa ra đời, với bản Tuyên ngôn Độc lập do Chủ tịch Hồ Chí Minh đọc tại vườn hoa Ba Đình ở Hà Nội. Những hình ảnh về ngày lịch sử đó đã được một ống kính quay phim bí mật ghi lại (mãi đến năm 1974, nhân có đoàn làm phim của đạo diễn Phạm Kỳ Nam sang Pháp làm bộ phim tài liệu Nguyễn Ái Quốc - Hồ Chí Minh, những thước phim trên mới được trao lại cho những ngời làm điện ảnh Việt Nam như món quà tặng của một nhà quay phim vô danh nào đó cho đến nay vẫn dấu tên).
Những bộ phim tài liệu đầu tiên trong giai đoạn này do người Việt Nam quay (có tiếng thuyết minh, có âm nhạc phụ hoạ) là các phim Hồ Chủ tịch tại Pháp, Hội nghị Fontainebleau, Phái đoàn Phạm Văn Đồng tại Pháp do một nhóm sinh viên Việt Nam học tại Pháp lúc bấy giờ thực hiện nhân chuyến thăm Pháp của Chủ tịch Hồ Chí Minh vào giữa năm 1946 cùng diễn biến của Hội nghị Fontainebleau của hai phái đoàn Việt Pháp để bàn về quan hệ giữa 2 nước trong bối cảnh mới.
Từ những năm tháng đầu tiên hoạt động của mình, chính quyền Cách mạng trong muôn vàn công việc đầy khó khăn, bề bộn đã sớm quan tâm đến điện ảnh với những việc làm cụ thể và thiết thực như:
- Cho phép các rạp chiếu bóng được tiếp tục hoạt động, để chiếu phim cho nhân dân xem.
- Tại lệnh số 18/SL ngày 31/1/1946 về việc lưu chuyển văn hoá phẩm, có quy định phải nộp cho Nhà nước cả phim chiếu bóng (được hiểu là phim điện ảnh).
- Có điện ảnh là thành viên của bộ phận Vô tuyến điện - điện ảnh - nhiếp ảnh trong Bộ Thông tin Tuyên truyền của Chính phủ Lâm thời nước Việt Nam Dân chủ Cộng hoà - ra mắt quốc dân đồng bào ngày 28/8/1945.

Nhận thức tác dụng to lớn của việc tuyên truyền bằng hình ảnh, tháng 3 năm 1946 Chính phủ mới đã thành lập một bộ phận gọi là Điện - Nhiếp ảnh nằm trong Bộ Thông tin Tuyên truyền. Khi Nha Tổng Giám đốc Thông tin, Tuyên truyền được thành lập - ngày 13/5/1946 (đến ngày 27/11/1946 đổi tên là Nha Thông tin), Nhiếp ảnh và Điện ảnh là một tổ thuộc phòng 5. Tổ này do Phan Nghiêm phụ trách.
Vốn liếng của Bộ phận điện ảnh này chỉ có một máy chiếu bóng nhãn hiệu Debri 16mm và mấy bộ phim tài liệu do kiều bào bên Pháp gửi về tặng. Tuy vậy người ta cũng tổ chức một toa xe lửa lưu động để đem những phim trên đi chiếu suốt từ Bắc chí Nam dọc theo con đường sắt xuyên Việt. Đội chiếu bóng lưu động đầu tiên (gồm Chánh văn phòng Nha Thông tin, tuyên truyền Trần Kim Xuyến và Phan Nghiêm, Hoàng Thái, Phạm Đình Măng....), di chuyển từng chặng bằng tàu hoả từ Bắc vào Nam - cuối mùa Thu sang đầu mùa Đông năm 1946, chiếu các phim phóng sự cỡ 16mm do nhóm Việt kiều yêu nước mang tên Sao Vàng của họa sĩ Mai Trung Thứ thực hiện. Sau một tuần lễ chiếu ở Hà Nội, Đội chiếu bóng lưu động lần lượt chiếu tại Thanh Hoá, Nghệ An, Hà Tĩnh, Quảng Bình, Quảng Trị, Đà Nẵng, Hội An, Quảng Nam, Quảng Ngãi. Do Pháp đã tấn công vào Tuy Hoà (Phú Yên), Đội chiếu bóng lưu động không thể đi tiếp vào Nam Bộ, phải quay trở ra Hà Nội, ngược theo Đường 1 lên chiếu tại thị xã Lạng Sơn. Tại đây, vì quân Pháp gây hấn và bao vây thị xã, Đội chiếu bóng lưu động buộc phải rút khỏi vòng vây, trở về Hà Nội.

## Sự thành lập

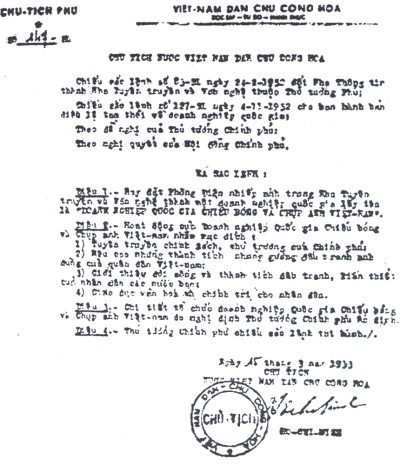
Sắc lệnh của Chủ tịch Hồ Chí Minh về việc thành lập Doanh nghiệp quốc gia chiếu bóng và chụp ảnh Việt Nam

Sau ngày toàn quốc kháng chiến, các cơ quan Trung ương duy chuyển lên căn cứ địa Việt Bắc. Bộ Phận Điện ảnh, Nhiếp ảnh cùng các cơ quan trực thuộc Nha Thông tin rút từ Hà Nội ra Chùa Trầm (Sơn Tây), rồi lên Việt Bắc khu vực cây số 3 (Bắc Cạn). Sau một vài lần chuyển địa điểm, bộ phận Điện ảnh, Nhiếp ảnh đến Công Bằng, Sơn Dương, Tuyên Quang, tại đây, tháng 7/1950, Phòng Điện, Nhiếp ảnh được thành lập do Nguyễn Hùng phụ trách. Ít lâu sau đó Phòng Điện, Nhiếp ảnh, lúc này do Phạm Văn Khoa phụ trách, dời về xây dựng cơ sở ổn định tại khu rừng cọ ở Bản Bắc, Điềm Mạc, Định Hoá, Thái Nguyên. Và chính tại nơi này, trên cơ sở phòng Điện, Nhiếp ảnh được tăng cường về một số văn nghệ sĩ, cán bộ chính trị, công nhân, học sinh trung học các trường ở vùng tự do và có thêm một số máy móc, phim ảnh (do Trung Quốc, Liên Xô, Tiệp Khắc viện trợ). Doanh nghiệp quốc gia chiếu bóng và chụp ảnh Việt Nam thuộc Nha tuyên Truyền và văn nghệ (trước là nha Thông tin) đã ra đời –theo sắc lệnh số 147/SL ngày 15/3/1953 của Chủ tịch nước Việt Nam Dân chủ Cộng hòa Hồ Chí Minh, với 4 nhiệm vụ:
1. Tuyên truyền chính sách, chủ trương của Chính phủ.
2. Nêu cao những thành tích, những gương đấu tranh anh dũng của quân và dân Việt Nam
3. Giới thiệu đời sống và thành tích đấu tranh, kiến thiết của nhân dân các nước bạn
4. Giáo dục văn hoá và chính trị cho nhân dân

## Tổ chức và mục tiêu ban đầu
Nhà hoạt động văn hoá nghệ sĩ Phạm Văn Khoa được giao trọng trách đứng đầu Doanh nghiệp quốc gia chiếu bóng và chụp ảnh Việt Nam. Trong ban phụ trách đầu tiên của Doanh nghiệp quốc gia chiếu bóng và chụp ảnh Việt Nam còn có Lê Viên, Nguyễn Hùng, Phan Nghiêm, Phan Trọng Quang, Mai Lộc, Vũ Phạm Từ, Trần Quốc Phi.
Thời gian này có người từng ở trong Ban phụ trách Phòng Điện-Nhiếp ảnh đã đi học trường Đảng (Nguyễn Ngọc Trung).
15 tháng 3 năm 1953 trở thành ngày khai sinh chính thức Điện ảnh Cách mạng Việt Nam, đồng thới đó cũng là ngày ghi cột mốc đánh dấu sự ra đời của tổ chức phổ biến phim thuộc lực lượng điện ảnh cách mạng nước ta. Và khu đồi cọ ở Bản Bắc, xã Điềm Mạc, huyện Định Hoá từ đó được coi là cái nôi của điện ảnh cách mạng Việt Nam.
Cũng chính tại khu rừng cọ bản Bắc này, trước ngày doanh nghiệp quốc gia chiếu bóng và chụp ảnh Việt Nam ra đời, vào cuối năm 1951 có một cuộc hội tụ của những người kháng chiến hoạt động về Điện ảnh ở chiến khu Việt Bắc và Nam Bộ Thành đồng tổ quốc, với sự có mặt của một số gương mặt tiêu biểu của điện ảnh kháng chiến Nam Bộ là Nguyễn Phụ Cấn, Võ Thành Tắc, Nguyễn Công Son (điện ảnh khu 8), Lê Minh Hiền, Nguyễn Thế Đoàn (Điện ảnh khu 9). Nhà quay phim kiêm đạo diễn Mai Lộc.
Ngay sau đó được bổ sung vào Ban phụ trách của Phòng Điện - Nhiếp ảnh - Tổ chức tiền thân của Doanh nghiệp quốc gia chiếu bóng và chụp ảnh Việt Nam. Từ thời điểm ấy, năm 1951, trên thực tế phòng Điện - Nhiếp ảnh mặc nhiên đã trở thành cơ quan chăm lo chung cho mọi hoạt động Điện ảnh của nước ta.
Với sự ra đời của Doanh nghiệp quốc gia Chiếu bóng và chụp ảnh Việt Nam, từ đấy, ở nước ta có thêm một thành viên tích cực trong đội ngũ của những người xây dựng nền văn hoá mới của Việt Nam với ba tính chất của dân tộc, khoa học và đại chúng, chung sức chung lòng thực hiện lời chỉ dạy của Hồ Chủ tịch tại Hội nghị văn hoá toàn quốc lần thứ nhất (24/11/1946): Văn hoá phải hướng dẫn quốc dân thực hiện Độc lập, Tự cường và Tự chủ; phải lấy hạnh phúc của đồng bào, lấy sự nghiệp đấu tranh của dân tộc làm đối tượng phản ánh; đồng thời phải tiếp thu những kinh nghiệm quý báu của nền văn hoá xưa và nay

## Sự phát triển và mở rộng trong chiến tranh
Đi đôi với việc cử các đoàn chiếu bóng lưu động đến các nơi phục vụ bộ đội, dân công trong chiến dịch Điện Biện, thanh niên xung phong và các vùng mới được giải phóng, từ năm 1953 Doanh nghiệp quốc gia chiếu bóng và chụp ảnh Việt Nam bắt đầu tiến hành thí điểm hoạt động kinh doanh với tư cách là một doanh nghiệp nhà nước theo quy định của Chính phủ. Ngoài vốn cố định là số máy móc, thiết bị chiếu phim có trong tay, vốn lưu động của Doanh nghiệp quốc gia chiếu bóng và chụp ảnh Việt Nam buổi ban đầu chỉ gồm có vài chục bộ phim truyện, tài liệu, hầu hết là phim của Liên Xô, Trung Quốc viện trợ và 5 tấn thóc do Bộ Tài chính cấp theo đề nghị của Nha Truyên truyền và văn nghệ.
Đoàn chiếu bóng lưu động số một (Trưởng đoàn Phạm Đình Măng) dưới sự chỉ đạo trực tiếp của anh Phan Trọng Quang, được giao nhiệm vụ làm thí điểm bán vé thu tiền (vé người lớn 1 hào, vé trẻ em 5 xu). Rồi lần lượt các đoàn khác cùng tham gia thực hiện. Trong nửa năm cuối 1953 các đoàn đã chiếu 120 buổi chiếu 752.000 lượt người xem. Thành công của đợt chiếu thí điểm này khẳng định chủ trương đúng đắn về doanh thu chiếu bóng, làm giảm bớt phần kinh phí do Nhà nước phải cấp phát và làm rõ khả năng lấy thu bù chi trở thành hiện thực và tiến tới kinh doanh có lãi, hỗ trợ cho khâu sản xuất phim, tạo điều kiện cho ngành phát triển.
Do hoạt động theo phương thức kinh doanh đạt hiệu quả tốt, Doanh nghiệp quốc gia chiếu bóng và Chụp ảnh Việt Nam có điều kiện phát triển nhanh, quy mô hơn. Chỉ trong một thời gian ngắn, từ cuối năm 1953 đến mùa thu năm 1954, các bộ phận chuyên môn, nghiệp vụ về phổ biến phim chính thức bắt đầu hình thành và làm việc chuyên trách: Bảo quản và tu sửa phim, tài vụ..... Cơ sở sửa chữa, bảo quản máy móc, thiết bị chiếu phim phát triển thành Ban Xưởng Máy. Ban điều hành của Ban gồm Nguyễn Việt Tường (Trưởng ban), Đinh Quang An (Phó ban), Phi Công Quảng, Trần Đức Nhung (Uỷ viên). Ban Xưởng máy vừa làm việc tại cơ quan, vừa đi đến từng đoàn chiếu bóng lưu động để sửa chữa, lại mở chỗ đào tạo công nhân kỹ thuật chiếu phim.
Năm 1954, trên toàn miền Bắc riêng lực lượng chiếu bóng quốc doanh thực hiện được 6.425 buổi chiếu cho 15.200.000 lượt người xem. Chỉ mới năm thứ hai hoạt động theo phương thức kinh doanh, đi đôi với việc phục vụ quân, dân ta đánh thắng giặc Pháp xâm lược, Doanh nghiệp quốc gia chiếu bóng và Chụp ảnh Việt Nam đã tự trang trải được mọi chi phí thực hiện của mình.
Thời kỳ này Doanh nghiệp quốc gia chiếu bóng và chụp ảnh Việt Nam được đặc biệt ưu tiên trong việc tuyển chọn người và đào tạo đội ngũ cán bộ, kỹ thuật viên chuyên ngành. Nhờ vậy, ở bất kỳ khâu chuyên môn, nghiệp vụ nào điện ảnh cũng có đủ số người tay nghề vững và tận tụy với công việc.
Trong số những người hoạt động điện ảnh thời kỳ ở chiến khu Việt Bắc có những người ở các thời kỳ sau này có nhiều cống hiến quan trọng cho ngành. Nhiều người trở thành nghệ sĩ nhân dân, nghệ sĩ ưu tú, nhà giáo nhân dân, nhà kỹ thuật điện ảnh có công lao lớn, nhà biên kịch có uy tín. Một số trở thành những người lãnh đạo Cục điện ảnh và Hội điện ảnh Việt Nam. Một số khác trở thành những người lãnh đạo chủ chốt ở các lĩnh vực đào tạo, sản xuất phim, kỹ thuật in tráng phim, cơ khí điện ảnh và phổ biến phim. Phần lớn trong số đó, hoặc ít hoặc nhiều năm, đều đã từng có mặt trong Đội quân chiếu bóng thủa ban đầu.
Năm 1956, tổ chức điện ảnh được tách riêng làm hai bộ phận: Xưởng phim Việt Nam và Quốc doanh phát hành phim và chiếu bóng Việt Nam (FAFILM VIETNAM). Các chi nhánh mở rộng ra các tỉnh thành và tiếp tục hoạt động đến Thời kỳ Đổi mới.

## Liên kết
1. ↑  "Welcome To IVCE". Bản gốc lưu trữ ngày 22 tháng 2 năm 2014. Truy cập ngày 26 tháng 9 năm 2015.
2. ↑  "15/3 trở thành Ngày Điện ảnh Việt Nam - VnExpress Giải Trí". VnExpress - Tin nhanh Việt Nam. Truy cập ngày 26 tháng 9 năm 2015.
3. ↑  "về việc đặt phòng Điện nhiếp ảnh Nha tuyên truyền và Văn nghệ thành Doanh nghiệp Quốc gia Chiếu bóng và Chụp ảnh Việt nam do Chủ tịch nước ban hành". Truy cập ngày 26 tháng 9 năm 2015.
4. ↑  http://www.vanbanphapluat.org/30582-1049VHTC.aspx